# Schustehruspark
Lo Schustehruspark è un parco di Berlino, posto nel quartiere di Charlottenburg. Esso è intitolato a Kurt Schustehrus, sindaco della città di Charlottenburg dal 1900 al 1913.
È posto sotto tutela monumentale (Denkmalschutz).

## Storia
L'area oggi occupata dal parco ospitava originariamente il giardino privato della Villa Oppenheim, realizzato nel 1881 al 1882 su progetto di Christian Heidecke.
L'area, divenuta nel 1911 di proprietà della città, venne destinata a parco pubblico per decisione del sindaco Kurt Schustehrus; egli morì poco dopo, e pertanto il nuovo parco venne intitolato a suo nome. Il parco, disegnato dal paesaggista Erwin Barth, aprì nel 1914.
Dopo i danni della seconda guerra mondiale, venne ripristinato in forma semplificata su disegno di Walter Hilzheimer.
Nel 1987, in occasione dei festeggiamenti per i 750 anni di fondazione di Berlino, il parco venne restaurato ripristinandone l'aspetto originario.

## Caratteristiche
Il parco fu disegnato da Barth con un sistema ortogonale di vialetti pedonali, che permetteva di mantenere il patrimonio arboreo preesistente e il rapporto visivo con la Villa Oppenheim.
L'area destinata al gioco dei bambini venne posta all'estremità sud, in fregio alla Hebbelstraße, ben separata dalle zone di passeggio e di riposo.

### Esplicative
1. ↑  La città di Charlottenburg venne annessa nel 1920 alla "Grande Berlino" e da allora ne costituisce un quartiere.

### Bibliografiche
1. ↑  (DE) Schustehruspark, su stadtentwicklung.berlin.de. URL consultato il 26 novembre 2018 (archiviato dall'url originale il 27 novembre 2018).

### Testi di approfondimento
- (DE) Erwin Barth, Der Schustehrus-Park Charlottenburg, in Die Gartenkunst, anno XXXII, n. 7, 1919,  pp. 83-84.